# Кибервойна: как российские хакеры и тролли помогли избрать президента
«Кибервойна: как российские хакеры и тролли помогли избрать президента» (англ. Cyberwar: How Russian Hackers and Trolls Helped Elect a President — What We Don't, Can't, and Do Know) — шестнадцатая книга американского политолога Кэтлин Джеймисон, опубликованная в октябре 2018 года издательством Oxford University Press. В книге делается вывод, что Россия, весьма вероятно, обеспечила победу Д.Трампа на президентских выборах в США в 2016 году.

## Предпосылки
Джеймисон начинает изложение с пяти основных посылок:
1. Отвечая бывшему губернатору штата Арканзас Майку Хакаби, она отмечает, что изменение исхода выборов из-за вмешательства российских Интернет-троллей более вероятно, чем существование единорогов;
2. Любое дело о российском влиянии будет основано на бремени доказывания, как в судебном процессе, а не на уверенности, как с физической формулой e=mc2;
3. Дональд Трамп является законно избранным президентом США;
4. Трампа выбрали не Интернет-тролли, а избиратели.
  - Русские создавали протесты и контрпротесты, имея в виду действующего президента и избранного им преемника;
  - Русские повлияли на карьеры ряда американских политиков (Дебби Вассерман-Шульц, Донна Брезил и Джеймс Коми);
  - Русские изменили общественное мнение о Хиллари Клинтон с помощью социальных сетей, новостей и рекламы;
  - Публикуя материалы, полученные путем взлома сайтов, русские изменили новостную повестку и содержание предвыборных дебатов;
5. Независимо от того, повлияли ли русские на достаточное количество избирателей, чтобы решить исход выборов, американцам необходимо знать как можно больше о том, как русские повлияли на американские СМИ и кампании кандидатов в президенты.

## Структура книги
Две главы посвящены описанию вариантов вмешательства [русских хакеров в информационное пространство США] и почему это может иметь значение. В главе 2 автор утверждает, что прошлые исследования показывают, что информационные вбросы, подобные сделанным русскими, могут изменить результаты близких выборов. В последующих пяти главах Джеймисон исследует вопрос о том, сделали ли русские все необходимое, чтобы повлиять на исход выборов. Три главы посвящены тому, как контент, полученный путём взлома сайтов, повлиял на ход последнего месяца президентской кампании. В конце автор объясняет, что мы знаем и чего не можем знать об эффективности действий русских. В частности, Джеймисон не утверждает, что может идентифицировать конкретных граждан США, которые изменили свои политические предпочтения на выборах в результате вмешательства России. Книга заканчивается небольшим послесловием.

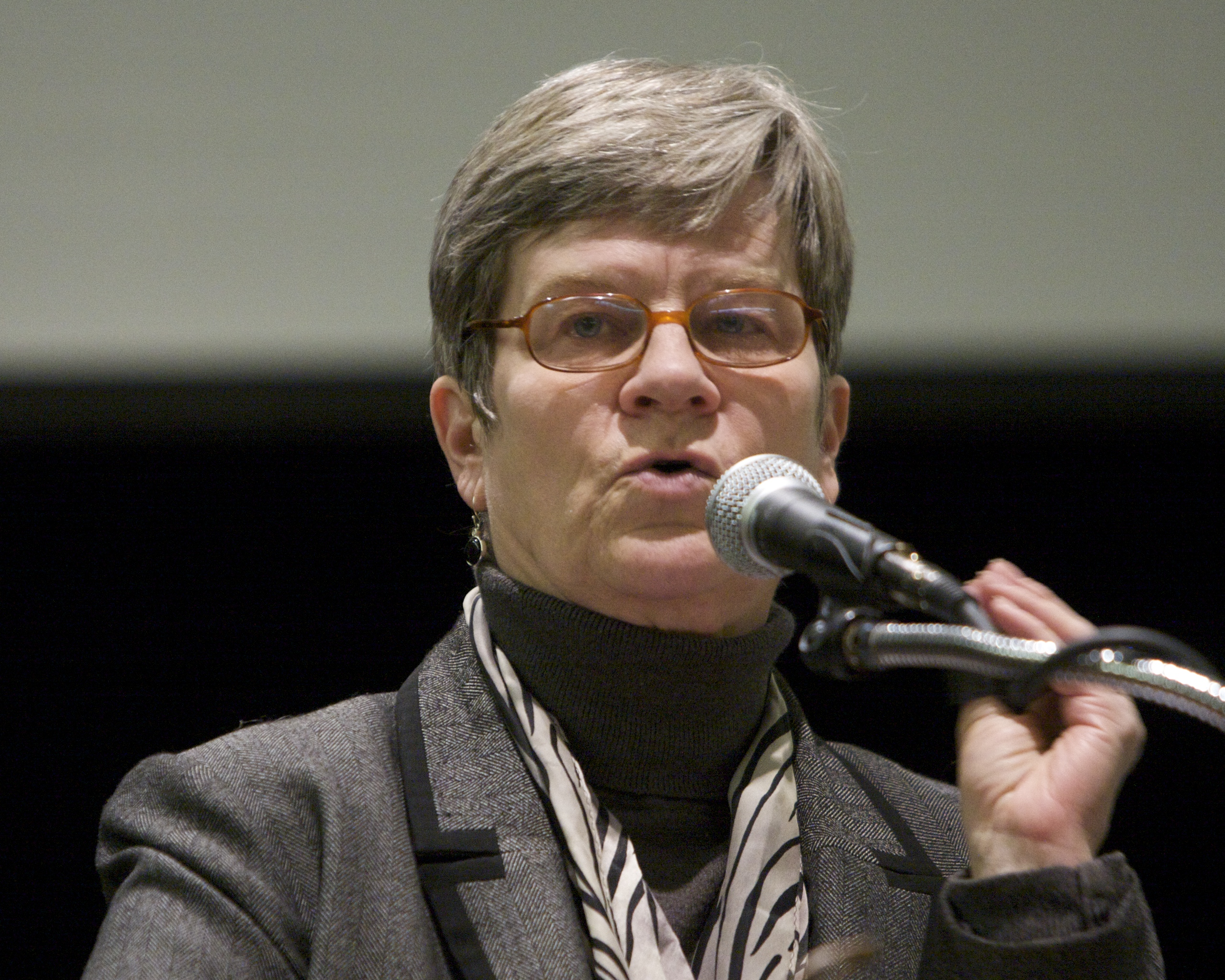
К.Джеймисон, 2011

В интервью телекомпании PBS NewsHour, посвященному выходу книги, на вопрос ведущего: «Изменила ли Россия исход последней президентской гонки?» Джеймисон ответила: «Я считаю весьма вероятным, что они это сделали, но не уверена окончательно».

## Отзывы о книге и награды
В целом книга Джеймисон получила положительные отзывы у литературных обозревателей. The Guardian оказалась единственным изданием, высказавшим критическую оценку: обозреватель счёл, что ссылки на кибервойну со стороны России были просто благовидным оправданием поражения Клинтон. Тем не менее, The Guardian опубликовала статью К. Джеймисон.
Доктор Рис Крилли (англ. Rhys Crilley) в рецензии на книгу Джеймисон отметил, что автор правильно расставляет акценты на фактах, называя их «вероятными» и отмечая, что «не обязательно (стр. 15), эти действия были эффективными», а также считает положительным вывод, который делает в своей книге автор: «один из самых противоречивых аспектов избрания Трампа — влияние России — является фактом, доказательства которого остаются отрывочными, неясными и неубедительными». В рецензии доктор также подчёркивает крайнюю важность оказываемого давления на «Facebook, Twitter и YouTube, чтобы они работали с исследователями», соблюдали «до сих пор в основном пустые обещания академического доступа и сотрудничества» наряду с необходимостью участия платформ в «политическом контроле».
Рекламные ролики предложили Андреа Митчелл из NBC, Джуди Вудрафф из PBS и Роберт Джервис из Колумбийского университета. Известная журналист-расследователь Джейн Майер на основе книги написала статью для The New Yorker. The Washington Post сообщила о критике Джеймисон средств массовой информации. Журнал Nature назвал самым важным в книге Джеймисон её критику в отношении прессы и читателей последней. В рецензии в Kirkus Reviews отмечено: «В этой книге нет хороших новостей, которые одновременно увещевают и предупреждают».
В академическом обзоре, опубликованном в Public Opinion Quarterly, выражается обеспокоенность тем, что приведённые Джеймсон доказательства вмешательства русских являются в значительной степени косвенными, вплоть до того, что книга была названа «336 страниц простых предположений».
Книга Джеймисон получила в 2019 году премию Р. Р. Хокинса от Ассоциации американских издателей и стала книгой года по версии The Times Literary Supplement.